# Lou Thesz
Aloysius Martin “Lou” Thesz (Banat, Míchigan; 24 de abril de 1916 - Orlando, Florida, 28 de abril de 2002) fue un luchador profesional estadounidense, ampliamente reconocido como uno de los más grandes luchadores de todos los tiempos.
Un 15 veces Campeón Mundial, poseyó el Campeonato Mundial Peso Pesado de la NWA en 3 ocasiones por un tiempo combinado de 10 años, 3 meses y 9 días (3.749 días), más que nadie en la historia.  En Japón, Thesz fue conocido como el "Dios del Wrestling" y fue llamado Tetsujin, que significa 'hombre de hierro', en respecto a su velocidad, resistencia y maestría en el catch wrestling. En adición de haber sido el miembro inaugural de su clase, ayudó a establecer el "Salón de la Fama de la Lucha Libre Profesional George Tragos/Lou Thesz" y es parte de varios otros salones de la fama, incluyendo: WCW, Wrestling Observer Newsletter, PWHF y WWE Legacy.

## Vida personal

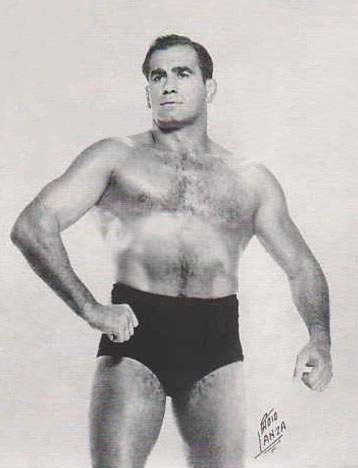
Lou Thesz fotografiado por Tony Lanza

Nació en Banat, Míchigan. Luego se trasladó a St. Louis cuando solo era un niño. Sus padres eran inmigrantes del Imperio austrohúngaro. En su juventud, su padre lo educó personalmente en la lucha Grecorromana, que le proporcionó las bases para su carrera posterior. En la escuela secundaria tuvo mucho éxito en el equipo de lucha, donde recibían entrenamiento por parte de Ad Santel.
Thesz se casó con Catherine Thesz Charlie con quien tuvo 3 hijos. Thesz se sometió a una triple cirugía de baipás para reemplazar la válvula aórtica el 9 de abril de 2002, pero murió debido a complicaciones el 28 de abril de 2002 en Orlando, Florida.

## Carrera

### Inicios
Thesz hizo su debut en la lucha libre profesional en 1932 a la edad de 16 años. Pronto conoció Ed “Strangler” Lewis, una de las más grandes estrellas de lucha libre en la década de 1920 quien le enseñó el arte del “hooking” (habilidad de estirar al oponente con dolorosas llaves). Los dos formaron una amistad duradera.

### 1937-1939
En 1937, Thesz se había convertido en una de las más grandes estrellas en el territorio de St. Louis y el 29 de diciembre de 1937 consiguió el Campeonato Mundial Peso Pesado de la AWA convirtiéndose en el campeón más joven en la historia de algún campeonato mundial con 21 años, 8 meses y 3 días con un récord que se mantiene hasta hoy. Perdió el título ante Steve “The Crusher” Casey en Boston seis semanas después. En 1939, se coronó Campeón Mundial de la National Wrestling Association al derrotar a Everett Marshall en marzo de 1939.

### National Wrestling Alliance

#### 1948
En 1948, se fundó la National Wrestling Alliance (NWA) con el propósito de crear un único Campeón Mundial en Norteamérica. Orville Brown, al actual Campeón Mundial Peso Pesado del Medio-Oeste  se le otorgó el campeonato Mundial Peso Pesado de la NWA. Thesz, al mismo tiempo, fue el líder de una empresa donde participaban excampeones mundiales como Longson y  Bobby Managoff. El promotor era el Canadiense Eddie Quinn el cual promovió la lucha libre en el territorio de St. Louis. Al final, la empresa fue absorbida por la NWA pactando una pelea de unificación de los títulos de Brown y Thesz. Desafortunadamente Brown tuvo un accidente automovilístico que terminó con su carrera profesional. Se vio obligado a devolver el campeonato y este se le fue entregado a Thesz por ser el contendiente número uno.

#### 1949 – 1956
Entre 1949 y 1956, logró unificar todos los campeonatos mundiales existentes. En 1952, derrotó a Baron Michele Leona por la versión de Los Ángeles del Campeonato Mundial Peso Pesado convirtiéndose en el campeón Mundial Indiscutible Peso Pesado de la NWA. Thesz finalmente perdió el título en 1956 ante Whipper Billy Watson. Thesz se lesionó y le costó varios meses recuperarse. Después de 7 meses logró recuperar el título.

#### 1957 – 1962
El año 1957 fue muy importante para Thesz. El 14 de junio del mismo año, hizo su defensa titular en un encuentro de dos de tres caídas ante el francés Edouard Carpentier. Ambos luchadores estaban empatados hasta que Thesz reclamó una lesión en la espalda y esto le hizo perder el campeonato. Carpentier fue declarado ganador pero la NWA no lo quiso reconocer como nuevo campeón y le regresó el título a Thesz. Hubo algunas promociones de la NWA que siguieron reconociendo a Carpentier como campeón. Ese mismo año, Lou Thesz se convirtió en el primer campeón en defender el título en Japón ante Rikidozan. Este encuentro popularizó la lucha libre en Japón ganando la aceptación general del deporte. Al darse cuenta de que podía ganar más dinero en la tierra del Sol Naciente, Thesz solicitó a los promotores de la NWA que si podía regularmente defender el título en Japón. Su solicitud fue rechazada. Thesz perdió el título ante Dick Hutton el 14 de noviembre de 1957. A Thesz se le otorgó el Campeonato Internacional Peso Pesado de la NWA en noviembre de 1957 y lo defendió en una gira que hizo en Europa y Japón. Este título ahora es parte del Campeonato de la Triple Corona de la AJPW.

#### 1963 - 1966
En 1963, Thesz salió del Semi-retiro y logró ganar el Campeonato Mundial de la NWA derrotando a Buddy Rogers el 24 de enero de 1963. Retuvo el campeonato hasta 1966 cuando fue derrotado por Gene Kiniski.

### Promociones varias

#### 1967–1990
También luchó parcialmente en los siguientes 13 años de carrera, ganando su último título en 1978 en México donde se convirtió en el primer Campeón Peso Pesado de la UWA a la edad de 62 años, campeonato que luego perdería ante Canek. Thesz se retiró oficialmente en 1979 después de una pelea contra Luke Graham. Salió del retiro una vez para luchar en una batalla real de leyendas en la WWE en noviembre de 1987 la cual ganó a los 71 años de edad. Su última pelea se llevó a cabo el 26 de diciembre de 1990, a la edad de 74 años contra Masahiro Chono.

## Su vida después de la lucha libre
Después de retirarse, Thesz se convirtió en promotor, mánager, comentarista, entrenador y de vez en cuando arbitró para los encuentros importantes. Thesz se convirtió en el presidente de la Cauliflower Alley Club en 1992, una organización de luchadores profesionales retirados, un cargo que ocupó hasta el año 2000. Se convirtió en entrenador de la Wrestling Force International. También fue comentarista internacional en el show de la World Class Championship Wrestling en 1999.

## Legado

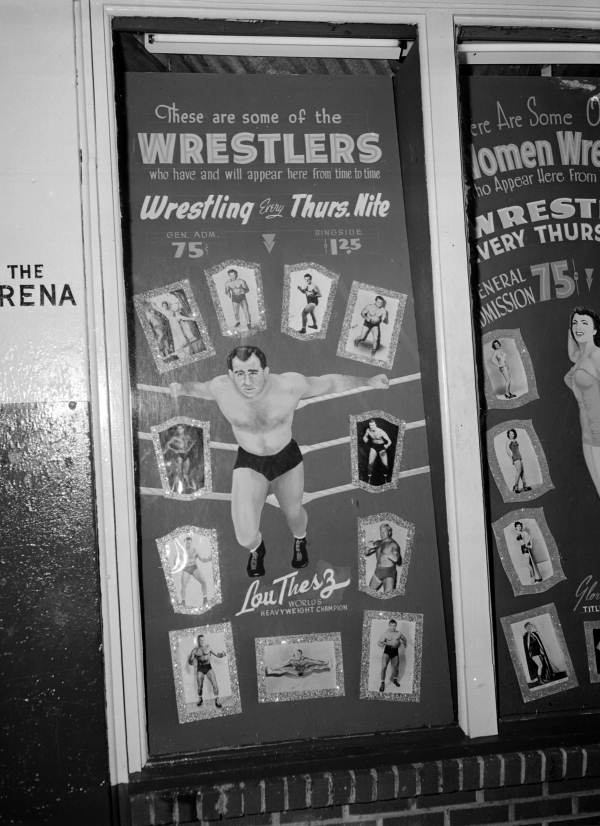
Un cartel en Jacksonville, Florida anuncia a Thesz.

Thesz es fuertemente considerado por muchos como el más grande luchador profesional del siglo XX. Entre sus múltiples aportes al deporte, es acreditado como el inventor de diversos movimientos y agarres luchísticos tales como el belly to back waistlock suplex (después conocido como German suplex debido a su asociación con Karl Gotch), el Lou Thesz Press, el stepover toehold facelock (STF) y la powerbomb original.

## En lucha
- Movimientos finales
  - Bridging belly to back suplex side slam
  - STF - innovado

- Movimientos de firma
  - Kneeling backbreaker rack
  - Belly to back waist-lock suplex - innovado
  - Double wrist lock
  - Headlock
  - Lou Thesz Press - innovado
  - Powerbomb - innovado

## Campeonatos y logros
- American Wrestling Association
  - AWA World Heavyweight Championship (Boston version) (1 vez)
  - AWA World Heavyweight Championship (Ohio version) (1 vez)
- Cauliflower Alley Club
  - Iron Mike Mazurki Award (1998)
- International Wrestling Enterprise
  - TWWA Heavyweight Championship  (1 vez)
- International Wrestling Institute and Museum
  - George Tragos/Lou Thesz Hall of Fame (1999)
- Japan Wrestling Association
  - NWA International Heavyweight Championship (1 vez)
- Maple Leaf Wrestling
  - NWA World Heavyweight Championship (1 vez)
- Montreal Athletic Commission
  - World Heavyweight Championship (Montreal version) (4 veces)
- National Wrestling Alliance
  - NWA World Heavyweight Championship (1 vez)
  - NWA Hall of Fame (2005)
- NWA All-Star Wrestling
  - NWA Pacific Coast Tag Team Championship (Vancouver version) (1 vez) - con The Outlaw
- NWA Mid-America
  - NWA Southern Junior Heavyweight Championship (2 veces)
  - NWA Southern Tag Team Championship (Mid-America version) (1 vez) - con Jackie Fargo
- National Wrestling Association
  - NWA World Heavyweight Championship (3 veces)
- Pro Wrestling Illustrated
  - PWI Stanley Weston Award (1982)
- Professional Wrestling Hall of Fame
  - Pioneer Era (2002)
- Southwest Sports, Inc.
  - Texas Heavyweight Championship (3 veces)
- Stampede Wrestling
  - Stampede Wrestling Hall of Fame
- St. Louis Wrestling Club
  - NWA World Heavyweight Championship (1 vez)
- St. Louis Wrestling Hall Of Fame
  - Class of 2007
- Universal Wrestling Association
  - UWA World Heavyweight Championship  (1 vez)
- World Championship Wrestling
  - WCW Hall of Fame (1993)
- World Wrestling Association (Los Angeles)
  - WWA World Heavyweight Championship (1 vez)
- Wrestling Observer Newsletter
  - Wrestling Observer Newsletter Hall of Fame (1996)
- Otros Títulos
  - World Heavyweight Championship (original version) (2 veces)